# Morwell
Morwell är en ort i Australien. Den ligger i kommunen Latrobe och delstaten Victoria, omkring 130 kilometer öster om delstatshuvudstaden Melbourne. Morwell ligger 85 meter över havet och antalet invånare är 13 399.
Närmaste större samhälle är Traralgon, omkring 14 kilometer öster om Morwell.
Runt Morwell är det i huvudsak tätbebyggt. Runt Morwell är det ganska tätbefolkat, med 65 invånare per kvadratkilometer. Genomsnittlig årsnederbörd är 1 343 millimeter. Den regnigaste månaden är juni, med i genomsnitt 189 mm nederbörd, och den torraste är januari, med 59 mm nederbörd.